# GW170608
GW170608是激光干涉引力波天文台（LIGO）于2017年6月8日02:01:16.49UTC探测到的一次引力波事件。它起源于双黑洞并合，两个黑洞的质量分别为{\displaystyle 12_{-2}^{+7}\,M_{\odot }} 和 {\displaystyle 7_{-2}^{+2}\,M_{\odot }}。 并合形成的黑洞约为18个太阳质量， 约一个太阳质量以引力波辐射的形式传递出去。

## 事件探测
由于汉福德的设备在事件发生时正在进行特定频率的测试，这次的引力波信号不是通过自动化分析得到的。利文斯顿的探测器最初通过目视检查的触发器认证了信号。对汉福德数据的手工处理，显示了与利文斯顿一致的信号。随后的调查研究确定，当时汉福德设备进行的测试并没有影响从数据中恢复出信号。

## 结果宣布
这是引力波检测的科学文章第一次在被杂志接收出版之前，就挂在电子预印网站arXiv上。